# Estação João Ribeiro
A Estação João Ribeiro é uma das estações do VLT da Baixada Santista, situada em São Vicente, entre a Estação Itararé e a Estação Nossa Senhora de Lourdes. É administrada pela Empresa Metropolitana de Transportes Urbanos de São Paulo (EMTU-SP).
Foi inaugurada em 23 de junho de 2015. Localiza-se na Rua José Adorno. Atende o bairro do Itararé, situado na Área Insular da cidade.